# تلمبه حاجی آقا دهقان
تلمبه حاجی آقا دهقان یک منطقهٔ مسکونی در ایران است که در دهستان دهکویه واقع شده‌است.